# Miss Terre 2020
Miss Terre 2020 est la 20e élection de Miss Terre, qui s'est déroulée à Manille, aux Philippines, le 29 novembre 2020, l'élection s’est déroulée virtuellement à cause de la pandémie de covid-19.
L'Américaine Lindsey Coffey succède ainsi à la Portoricaine Nellys Pimentel.

## Résultat final
| Résultats finaux[réf. nécessaire] | Candidates |
| --------------------------------- | --- |
| Miss Terre 2020                   | - États-Unis – Lindsay Coffey (en) |
| Miss Terre - Air 2020             | - Venezuela – Stephany Zreik |
| Miss Terre - Eau 2020             | - Philippines – Roxanne Allison Baeyens § |
| Miss Terre - Feu 2020             | - Danemark – Michala Rubinstein |
| Top 8                             | - Birmanie – Amara Shune Lei - Pays-Bas – Tessa le Conge § - Pologne – Sabina Półtawska - Porto Rico – Krystal Badillo |
| Top 20                            | - Afrique du Sud - Lungo Katete § - Allemagne – Annabella Fleck - Biélorussie – Mariia Reznyuk - Costa Rica – Kelly Ávila § - Côte d'Ivoire – Aya Kadjo - Japon – Anna Tode - Kenya – Fridah Kariuki - Nigeria – Gwenivere Chioma Ifeanyieze - Panama – Anayansi De Gracia - Portugal – Ivanna Rohashko - Singapour – Christina Cai - Thaïlande – Teeyapar Sretsirisuvarna |

§ – Gagnantes de la meilleure Eco-Video